# Martin Mejstřík
Martin Mejstřík (* 30. května 1962 Kolín) je bývalý český politik – člen Zastupitelstva městské části Praha 1 (zvolen v roce 1998, 2002 a 2006) a člen Senátu (2002–2008), antikomunista. Byl jedním z hlavních představitelů a organizátorů studentského hnutí, které se podílelo na rozpadu komunistického režimu v Československu v roce 1989.
Mejstřík vystupuje jako odpůrce totalitních ideologií a staví se proti komunismu i proti porušování lidských práv obecně. Je věřící, člen Československé církve husitské.

## Osobní život před vstupem do politiky
Otec, vysokoškolský pedagog, byl do roku 1968 členem KSČ. Má celkem čtyři sourozence – bratra a tři sestry. V letech 1964–1968 žila celá rodina v Žilině, roku 1968 se přestěhovali do Liberce. V roce 1982 složil maturitní zkoušku ve Frýdlantě, poté se dostal na Pedagogickou fakultu UK v Praze (obor NŠ-VV), ze které byl po dvou letech studia vyloučen (jak sám uvádí, pro „politickou nezpůsobilost“).
Následující dva roky se živil jako kulisák a později také jako divadelní elév v Ústředním loutkovém divadle v Praze (po listopadu přejmenované na divadlo Minor). V roce 1986 byl přijat na DAMU, obor loutkářství. Státnice zde absolvoval v roce 1991. 
Dne 18. listopadu 1989 vyhlásil na Václavském náměstí zahájení společné stávky studentů a herců. Stál v čele Koordinačního stávkového výboru studentů vysokých škol.

## Politická činnost
V roce 1987 se podílel na vzniku studentského časopisu Kavárna A. F. F. A. (neboli Art Forum-Forum AMU), v němž se publikovala řada kritických článků. Redakční a přispěvatelskou základnu tvořili tehdejší studenti, kteří se později zásadně podíleli na studentských demonstracích a stávkách (např. budoucí režisér Igor Chaun, student žurnalistiky Pavel Žáček, Monika Pajerová, scenárista Petr Jarchovský, šéfredaktor humoristického měsíčníku Sorry Milan Podobský atd.). Kvůli možnosti vydávat časopis Kavárna A. F. F. A. legálně, stal se Mejstřík členem SSM a jako šéfredaktor časopisu přijal funkci místopředsedy celoškolského výboru SSM pro ideově výchovnou práci. Na jaře 1989, poté, co spoluzaložil Studentské tiskové a informační středisko (STIS), byl zvolen členem Městské vysokoškolské rady SSM v Praze. Časopis Kavárna A. F. F. A. vycházel v mírně pozměněné podobě až do roku 1998.
V listopadu 1990 byl spoluautorem manifestu studentských lídrů z roku 1989, který se vžil pod názvem Ukradená revoluce. Autoři v něm projevili zklamání nad porevolučním vývojem v Československu a poukázali na to, že cíle sametové revoluce nebyly naplněny (vyrovnání se s komunistickou minulostí). Aniž by jmenovali, nepřímo podpořili pravicové směřování Václava Klause. V následujících letech se od něj ale výrazně distancovali.
K desátému výročí sametové revoluce, v listopadu 1999, spolusignoval další ze „studentských“ manifestů – Děkujeme, odejděte! (autorem textu byl Igor Chaun). V něm bývalí studentští lídři obvinili tehdejší hlavní politické představitele za to, že se zpronevěřili ideálům roku 1989 a vyzvali je, aby odešli z politického života. Manifest byl reakcí na celý polistopadový vývoj, ale zejména na uzavření tzv. opoziční smlouvy mezi ČSSD a ODS. Byl tak adresován zejména Miloši Zemanovi a Václavu Klausovi. Výzva se postupně transformovala v občanskou iniciativu „Sdružení Děkujeme, odejděte!“ a politickou stranu Cesta změny.
V letech 1998 a 2002 byl zvolen zastupitelem městské části Praha 1 jako nezávislý na kandidátce Iniciativy pražských občanů, v roce 2006 byl zvolen tamtéž jako nezávislý na kandidátce SNK Evropští demokraté (rezignoval ke konci roku 2009). Ačkoliv se dle vlastních slov vždy cítil jako pravicový politik, celých 11 let stál v zastupitelstvu MČ Praha 1 v opozici vůči ODS, které vyčítal nedemokratické jednání, neprůhledné nakládání s veřejnými prostředky a klientelismus.
Jako komunální politik se věnoval zejména oblasti kultury, obchodu a službám (problematika Královské cesty a tržišť v historickém centru Prahy), urbanismu, dopravě a životnímu prostředí.

### Senátorem
V letech 2002 až 2008 byl zvolen do Senátu jako nezávislý za stranu Cesta změny ve volebním obvodu č. 27 (Praha 1, Praha 7, část Prahy 2 a 6) a stal se členem senátorského Klubu otevřené demokracie.
V dubnu 2004 se Martin Mejstřík stal prvním senátorem v historii českého parlamentarismu, komu poslanci znemožnili vystoupit. Stalo se tak na 30. schůzi Poslanecké sněmovny, kam byl Mejstřík vyslán v roli senátního zpravodaje k zákonu č. 292/2004 Sb., o zásluhách Edvarda Beneše (Lex Beneš), jehož návrh Senát – i na základě Mejstříkovy argumentace – zamítl (Mejstřík Benešovi vyčítal neprůhlednou vazbu na Stalinův Sovětský svaz, podíl na nedemokratických poměrech v Československu a umožnění nástupu komunistů k moci). Mejstříkovi nepomohlo ani opakované hlasování (proti byla zejména KSČM a ODS).
V červnu 2004 v Senátu uspořádal veřejné slyšení na citlivé téma odbojové skupiny bratří Mašínů. Výsledkem bylo doporučení Kanceláři prezidenta republiky, aby žijící členové této skupiny dostali za svůj odboj proti komunistické diktatuře vysoké státní vyznamenání. Senát pak na návrh Martina Mejstříka nominoval odbojovou skupinu na státní vyznamenání opakovaně, prezident přání horní komory ale nikdy nevyhověl.
V listopadu 2004 uspořádal v Hlavním sále senátu PČR, spolu s Klubem otevřené demokracie, dvoudenní (29. a 30. 11) konferenci na téma Ideje, na nichž stojí Česká republika. Na ní bylo konstatováno, že mnoho závažných problémů, s nimiž se musí obnovená demokracie v ČR potýkat, má kořeny v absenci vyrovnání se s dědictvím komunistické totality. Na tuto konferenci navázal v květnu 2005 veřejným slyšením s názvem Hrozba komunismu?, jehož vyústěním bylo rozhodnutí o nutnosti postavit komunistické strany (v r. 2005 v ČR existovaly tři) mimo zákon. V březnu 2006 byl Martin Mejstřík organizátorem dalšího veřejného slyšení v souvislosti s dekomunisací společnosti – tentokrát byl tématem Zákaz propagace komunistických symbolů.
V roce 2006 byl Martin Mejstřík jedním z navrhovatelů zákona o Ústavu paměti národa, který se měl zabývat obdobím nesvobody let 1948 až 1989. Prosazoval uplatnění tzv. slovenského modelu, který by zahrnoval období už od roku 1939, tedy včetně nacismu. Tento model byl nakonec akceptován a instituce vznikla pod názvem Ústav pro studium totalitních režimů.
Ve spolupráci s Jaromírem Štětinou inicioval na půdě Senátu dvakrát (2005 a 2007) přijetí zákazu propagace komunismu obdobně, jako je tomu u propagace nacismu (formou změny trestního zákona). Podruhé změnu rozšířil i o zákaz komunistických symbolů. Ačkoliv Senát jeho iniciativu napoprvé podpořil (novela trestního zákona neprošla Poslaneckou sněmovnou), podruhé jeho návrh – v podstatě totožného znění – smetl se stolu. Tehdejší předseda Senátu Přemysl Sobotka ve zdůvodnění označil Mejstříkův návrh za „legislativní paskvil“ s tím, že ODS předloží nový, bezchybný návrh. Podle Mejstříka šlo o pomstu senátorů ODS za jeho kritiku Václava Klause při prezidentské volbě (únor 2008). O výslovný zákaz propagace komunismu se už později nepokusila ani ODS, ani žádná jiná parlamentní strana.
Ve svém posledním volebním roce (2008) se věnoval stavu české justice. V ní konstatoval neúměrný počet bývalých členů KSČ, kteří obsadili zejména vyšší soudní instance i to, že lze u některých soudců pochybovat o právoplatnosti jejich jmenování. Ostře se ohradil proti skutečnosti, že téměř dvacet let po pádu komunistické diktatury jsou informace o politické a profesní minulosti soudců nepřístupné veřejnosti. (O povinnosti zveřejňovat tyto informace rozhodl až o dva roky později Ústavní soud na podnět aktivisty Tomáše Peciny.)
Vedle tématu vyrovnání se s komunismem a problematiky lidských práv usiloval například o zavedení velikonočního Velkého pátku jakožto státního svátku a o přijetí svátku Dne matek namísto MDŽ. K dalším jeho tématům patřil vztah ČR ke krajanům žijícím v zahraničí (korespondenční volby, restituce), pro-rodinná politika, obnova kulturního dědictví, rozvoj venkova a ochrana životního prostředí. V Praze se angažoval např. proti výstavbě tunelu Blanka (dle jeho názoru šlo o předražený a z dopravního hlediska nesmyslný projekt) a proti zastavění Císařského ostrova novou čističkou odpadních vod.
Do senátních voleb v roce 2008 kandidoval za Unii svobody – demokratickou unii (US-DEU), politické hnutí Zelení, Stranu pro otevřenou společnost (SOS) a Korunu Českou. Věci Veřejné proti němu postavily MUDr. Martina Stránského, pro Mejstříka se ale stala osudovou kandidatura Michaela Kocába (Strana Zelených Martina Bursíka) poté, co odstoupil původní kandidát zelených gay aktivista Jiří Hromada. Zisk 2 679 hlasů (8,69 %) znamenal pro Mejstříka šesté místo z devíti kandidátů. Ani jeden ze tří jmenovaných se nakonec do Senátu nedostal. Z druhého kola pak do Senátu hladce postoupil nestraník Zdeněk Schwarz (kandidát za ODS).
V červnu 2009 kandidoval Martin Mejstřík za marginální stranu Zelení (její zakládající členové se odtrhli od Bursíkovy Strany Zelených) do Evropského parlamentu (EP). V rámci její kandidátky dostal nejvíce preferencí, na zvolení to ale nestačilo. Strana Zelení získala 0,15 % hlasů. Do EP v těchto volbách postoupila pouze ODS, ČSSD, KSČM a KDU-ČSL. Po těchto volbách odešel z politiky.

## Osobní život v období mimo politiku
V letech 1982–2010 žil Martin Mejstřík v Praze, od roku 1992 na Malé Straně. V roce 1993 se oženil. V období od ukončení vydávání časopisu Kavárna A. F. F. A. a svým zvolením do Senátu byl správcem domu, kde s rodinou žil (zahájil jeho komplexní rekonstrukci)[zdroj?] a živil se i jako zahradní dělník (Vojanovy sady s.r.o. – údržba městské zeleně v obvodu Malé Strany a Hradčan).
Po povodních v roce 2002 a vyhraných senátních volbách podle médií neoprávněně zažádal o finanční náhradu na zatopený byt. Mejstřík tuto zprávu označil za lživou. Následně na MAFRA (vydavatele MF DNES) a CET 21 (vlastníka TV Nova) podal žalobu na ochranu osobnosti a žádal o odškodné 250 000 Kč. Vrchní soud mu nakonec dal za pravdu ve věci nepravdivého zpravodajství (MfD i TV Nova se musely za nepravdivou zprávu v r. 2004 omluvit), nevyhověl však ve věci finanční satisfakce.
Má tři dcery, Doroteu (* 1994), Juditu (* 1996) a Marii (* 2005). V roce 2010 se po vleklé rodinné krizi rozvedl a odstěhoval na Vysočinu. Posléze prošel různými profesemi (taxikář, vychovatel v dětském domově, ředitel outdoorového centra).